# Joseph Enseling
Joseph Bernhard Hubert Enseling (* 28. November 1886 in Coesfeld; † 16. Juli 1957 in Düsseldorf) war ein deutscher Bildhauer und Hochschullehrer.

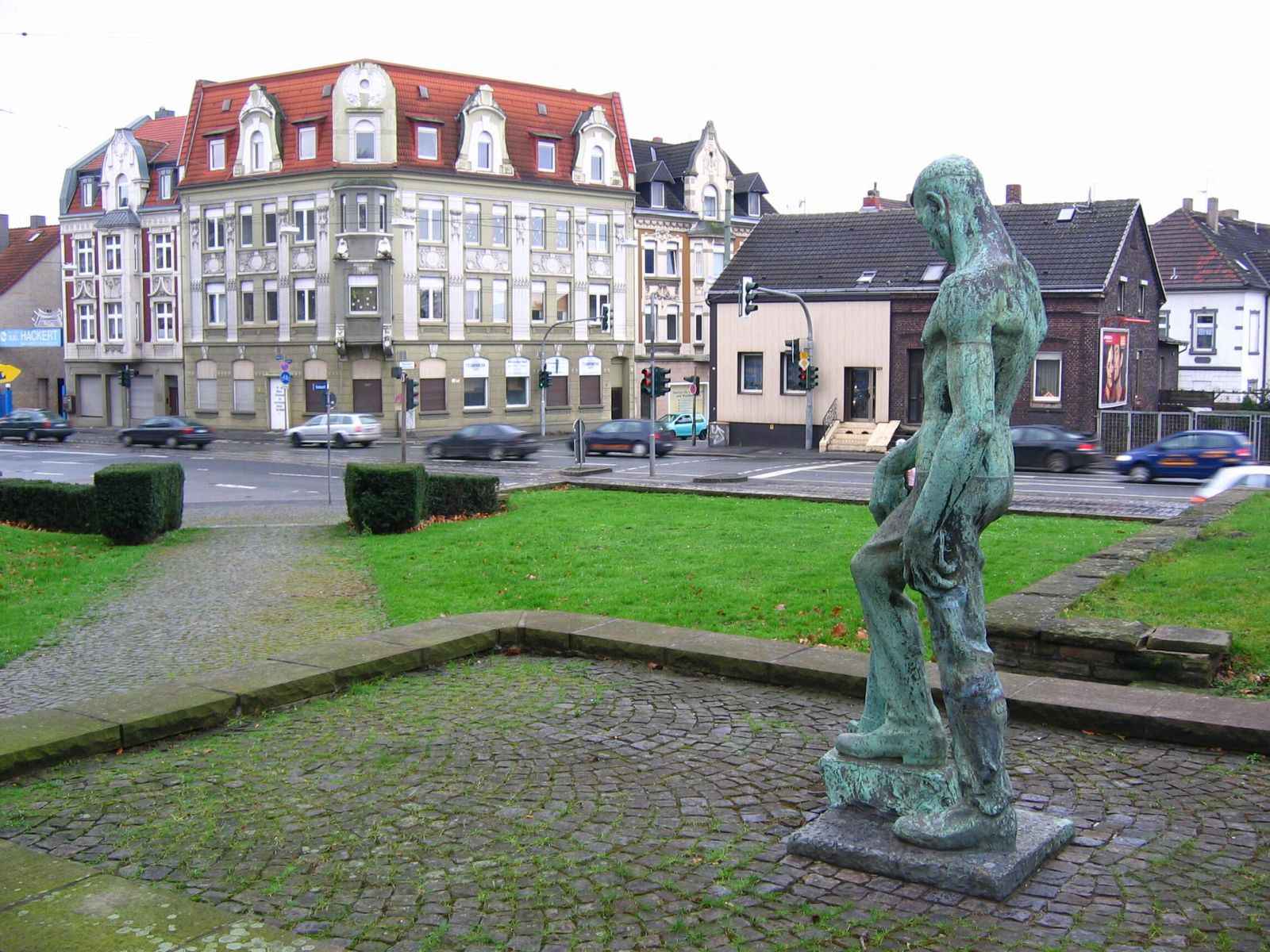
Knochen-Karl in Hofstede, ein Denkmal für gefallene Bergarbeiter

## Leben

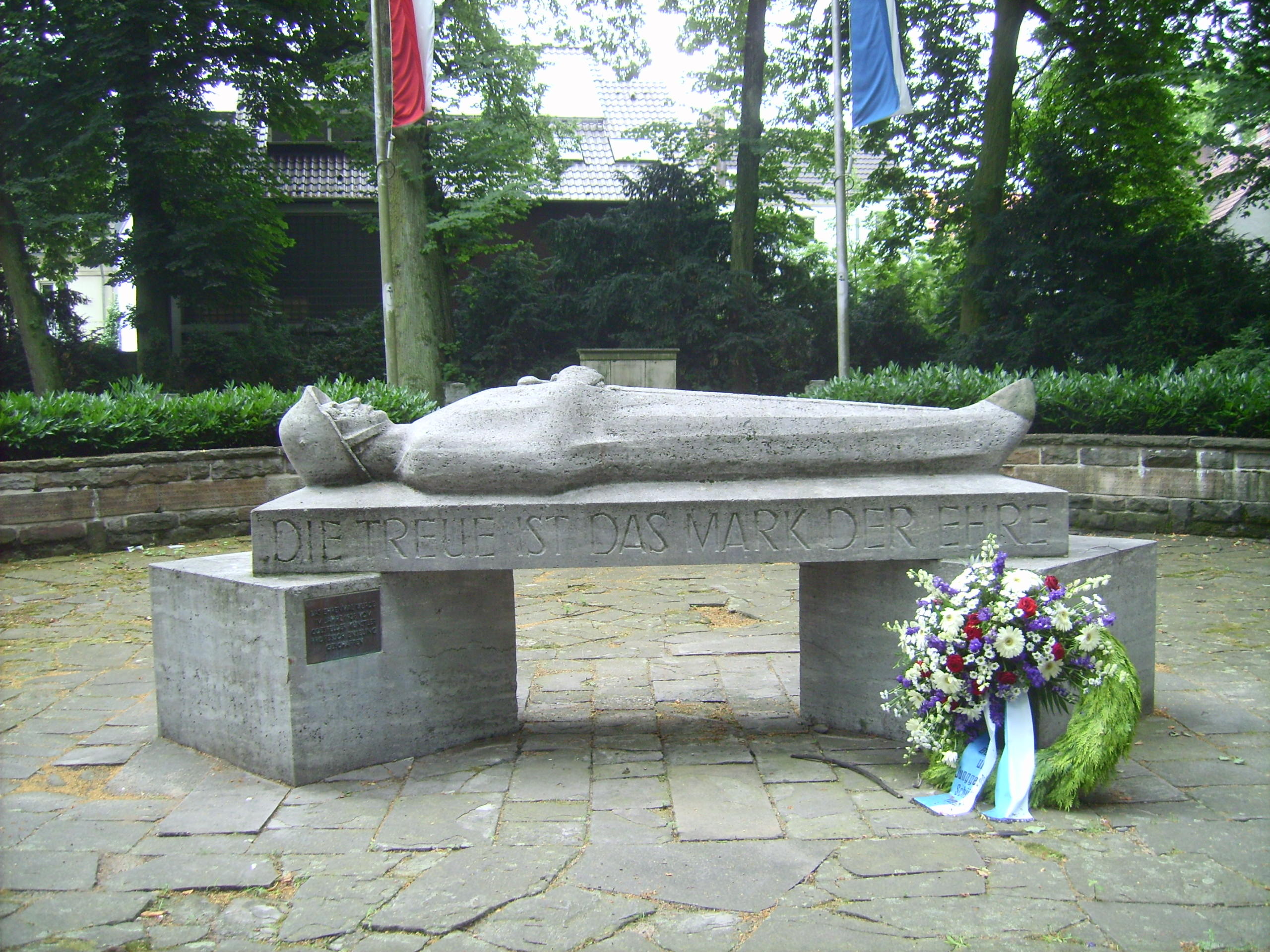
Coesfeld, Ehrenmal, 1928

Enseling studierte nach einer Bildhauerlehre von 1905 bis 1910 bei dem Bildhauer Rudolf Bosselt, dem Maler und Designer Peter Behrens und dem Architekten Wilhelm Kreis an der Kunstgewerbeschule Düsseldorf und von 1910 bis 1912 an der Académie Colarossi in Paris bei Aristide Maillol. Ab 1922 übte er eine Lehrtätigkeit an der späteren Folkwangschule in Essen aus und wirkte von 1938 bis 1952 als Professor an der Kunstakademie Düsseldorf. Zu seinen Schülern zählten unter anderem Joseph Beuys und Hermann Blumenthal.
Enselings Werk, das häufig in Auftragsarbeit entstand, besteht aus Industrie- und Bergarbeiterdenkmälern sowie Bauplastiken, die oft in Zusammenarbeit mit lokal und regional bekannten Architekten wie Edmund Körner oder Georg Metzendorf entstanden. In Essen stammen von Enseling unter anderem die Putten (1910) auf der Moltkebrücke und in direkter Nachbarschaft zwei allegorische Giganten (1911) am Haupteingang der Baugewerkschule (des heutigen Robert-Schmidt-Berufskollegs) im Moltkeviertel sowie der Schatzgräberbrunnen (1911/1912) auf dem Marktplatz der Margarethenhöhe. Ferner schuf er Porträts von Persönlichkeiten der 1920er und 1930er Jahre und verschiedene Ehrenmale. Eines davon war das auf dem Marktplatz in Essen-Frintrop 1927 errichtete Ehrenmal zum Gedenken an Gefallene, das am 31. Dezember 1944 bei einem Bombenangriff zerstört wurde.
Enselings frühere Holzskulptur Pieta galt den Nazis als „entartet“ und wurde 1937 in der Aktion „Entartete Kunst“ aus der Kunstsammlung der Stadt Düsseldorf beschlagnahmt und vernichtet. im Übrigen entsprach sein Wirken dem nationalsozialistischen Geist. Das von Gustav Krupp von Bohlen und Halbach gestiftete Gauehrenmal Blutzeugen der Bewegung, das Emil Fahrenkamp und Enseling realisierten, wurde 1938 von Heinrich Himmler eingeweiht. Enseling war 1937, 1940 und 1942 bis 1944 auf der Großen Deutschen Kunstausstellung mit insgesamt neun Werken vertreten. Er stand 1944 in der Gottbegnadeten-Liste des Reichsministeriums für Volksaufklärung und Propaganda.